# Hotel Bethel
Hotel Bethel tidligere  Sømandshjemmet Bethel er et sømandshjem i København.
Hotel Bethel er beliggende i Nyhavn på kanalens Charlottenborg-side ved Nyhavnsbroen. Bethel er opført i 1906 og tegnet af arkitekt Jens Christian Kofoed, der bl.a. også har tegnet KFUM-borgen i Gothersgade. 
Bethel rummer som noget særligt den eneste sømandskirke i Danmark. Kirken indviedes i 1952 og hører under Københavns Stift. Kirkens klokke er skænket af Mærsk McKinney Møller og er placeret på kirkens tag. Der afholdes regelmæssigt gudstjenester, men i dag fungerer Bethel primært som almindeligt hotel.
Udover Nyhavn 24, den røde murstensbygning på hjørnet af Holbergsgade, består Hotel Bethel i dag også af den tilstødende gule bygning Nyhavn 22.